# Phoebe Litchfield
Phoebe Litchfield (* 18. März 2003 in Orange, Australien) ist eine australische Cricketspielerin die seit 2022 für die australische Nationalmannschaft spielt.

## Kindheit und Ausbildung
Litchfield spielte unter anderem für die U19-Auswahl Australiens. Auch spielte sie neben Cricket in der U16-Auswahl im Feldhockey.

## Aktive Karriere
Litchfield gab als 16-jährige ihr Debüt für die Sydney Thunder in der Women’s Big Bash League 2019/20, nachdem sie zuvor Einsätze in Tour-Matches des australischen Teams hatte. Schon früh wurde sie als zukünftige Nationalmannschaftsapsirantin gehandelt. Nach weiteren guten Leistungen gab sie ihr Debüt in der Nationalmannschaft im Dezember 2022 in der WTwenty20-Serie in Indien. Ihr WODI-Debüt folgte im Januar, als sie in der Serie gegen Pakistan zwei Fifties erzielen (78* und 67* Runs) konnte. Im Sommer 2023 reiste sie mit dem Team nach England, wo sie unter anderem ihr WTest-Debüt gab. Bei der sich daran anschließenden WODI-Serie in Irland erreichte sie ihr erstes internationales Century über 106* Runs aus 114 Bällen und wurde dafür als Spielerin des Spiels ausgezeichnet. Zu Beginn der Saison 2023/24 folgte eine Tour gegen die West Indies, wobei ihr ein Fifty über 52* Runs in den WTwenty20s gelang. Bei der folgenden WODI-Serie in Indien konnte sie nach zwei Fifties (78 und 63 Runs) ein Century über 119 Runs aus 125 Bällen erzielen, wofür sie als Spielerin der Serie ausgezeichnet wurde. Im Draft für die Women’s Premier League 2024 erzielte sie ein Gebot über INR 1 crore (ca. 120.000 US-Dollar).